# Børge
Børge er et drengenavn, der stammer fra olddansk "Byrghir" og i øvrigt er en sideform til Birger, udledt af verbet biarga (= at bjerge, at hjælpe).
Sjældne varianter af navnet er Byrge, Børre og Børje, og pr. 1. januar 2020 bar 4.582 et af disse navne ifølge Danmarks Statistik. I perioden 2000-2020 blev blot 12 danske børn navngivet Børge.

## Kendte personer med navnet
- Knud Børge (K.B.) Andersen, dansk folketingsmedlem og udenrigsminister.
- Børge Børresen, dansk sejler og bådebygger.
- Børge Møller Grimstrup, dansk skuespiller.
- Børge Roger-Henrichsen, dansk komponist, jazzmusiker, kapelmester og radiovært.
- Børge Janssen (1867-1933), dansk forfatter.
- Børge Krogh, dansk bokser og boksetræner.
- Børge Lund, norsk håndboldspiller.
- Børge Mogensen (1914-1972), dansk designer.
- Børge Müller (1909-1963), dansk manuskript- og revyforfatter.
- Kurt Børge Nikolaj Nielsen (1924-1986), dansk fodboldtræner.
- Børge Olsen (1910-2002), dansk købmand og direktør for Irma.
- Børge Ousland, norsk polarfarer, fotograf og forfatter.
- Børge Outze (1912-1980), dansk redaktør og modstandsmand.
- Børge Ring, dansk animator og Oscar-vinder.
- Børge Rosenbaum (1909-2000), dansk pianist og entertainer (bedre kendt som Victor Borge).
- Børge Wagner, dansk dirigent.

## Navnet anvendt i fiktion
- Historien om Børge er en roman af H.C. Branner fra 1942.
- Brand-Børge rykker ud er en dansk film fra 1976 instrueret af Ib Mossin.
- Børge er Kjelds søn i Olsen Banden-filmene og en vigtig brik i mange af deres kup. Han spilles af Jes Holtsø.
- Da Børge B blev gennemsigtig er en billedbog af Morten Ramsland fra 2004.
- I den animerede serie Rip, Rap og Rup på eventyr, såvel også i reboot serien Ducktales 2017, hedder ét af Bjørnebandens hovedfigurer Børge.

## Andet
- "Børge" var i en periode et slangudtryk for en person eller en ting, man ikke nærmere kunne eller ville benævne. Dette blev anvendt som en markant idiosynkrasi af Axel Strøbyes rolle Max i Pigen og millionæren fra 1965.
- Børge var titlen på et ungdomsblad i 1960'erne.